# Evangelisch-Lutherische Landeskirche Schleswig-Holsteins
Die Evangelisch-Lutherische Landeskirche Schleswig-Holsteins war eine 1867 gegründete Landeskirche im Königreich Preußen bzw. dem Deutschen Reich (1871–1945) und dann der Bundesrepublik Deutschland (ab 1949). Dabei handelte es sich um die Kirche der ehemaligen preußischen Provinz Schleswig-Holstein, zuletzt gemäß dem Gebietsstand von 1936.
1948 war die Evangelisch-Lutherische Landeskirche Schleswig-Holsteins Gründungsmitglied der Evangelischen Kirche in Deutschland (EKD). Sie gehörte auch zur Vereinigten Evangelisch-Lutherischen Kirche Deutschlands (VELKD).
Zum 1. Januar 1977 vereinigte sich die Evangelisch-Lutherische Landeskirche Schleswig-Holsteins mit der Evangelisch-Lutherischen Kirche in Lübeck, der Evangelisch-Lutherischen Kirche im Hamburgischen Staate, der Evangelisch-Lutherischen Landeskirche Eutin und dem Kirchenkreis Harburg der Evangelisch-Lutherischen Landeskirche Hannovers zur Nordelbischen Evangelisch-Lutherischen Kirche.

## Geschichte
Die Evangelisch-Lutherische Landeskirche Schleswig-Holsteins entstand mit der Einführung der lutherischen Konfession in den dem dänischen König zugehörigen Territorien, so auch in Schleswig und Holstein. In Folge der Flensburger Disputation im Jahr 1529 wurde die lutherische Lehre in Schleswig-Holstein allgemein bekannt. Während der Disputation wurde zudem die Einführung der Reformation in Dänemark sowie den Herzogtümern beschlossen. Mit der Thronbesteigung 1534 begann Christian III., diesen Beschluss umzusetzen. Die Kirchenordnung für Dänemark, an der auch sieben Geistliche aus dem Herzogtum Schleswig beteiligt war, wurde 1537 verabschiedet. Sie sollte ursprünglich auch in Schleswig und Holstein eingeführt werden, was aber auf Grund des dortigen altkirchlichen Widerstandes verhindert wurde. Erst nach dem Tod des letzten katholischen Bischofs von Schleswig Gottschalk von Ahlefeldt wurde die lutherische Kirchenordnung für Schleswig und Holstein am 9. März 1542 in Rendsburg verabschiedet, die die Schleswig-Holsteinische Landeskirche begründete.

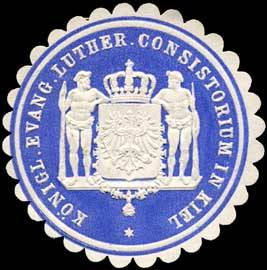
Siegelmarke des Konsistoriums zu Kiel

Bis ins 19. Jahrhundert waren Schleswig und Holstein unter dänischer Verwaltung. 1867 fielen beide Herzogtümer an Preußen. Dieses gründete 1867 für die neue Provinz Schleswig-Holstein in Kiel ein Landeskonsistorium. Damit war die Evangelisch-lutherische Landeskirche der Provinz Schleswig-Holstein formal gegründet. Den Vorsitz des Konsistoriums hatte ein weltlicher Präsident. Oberhaupt der Kirche war jedoch der jeweilige König von Preußen als summus episcopus. Geistliche Leiter der Kirche waren die beiden Generalsuperintendenten, später Bischöfe, von Schleswig (Sitz in Schleswig) und Holstein (Sitz in Kiel), die den gleichnamigen beiden Sprengeln der Kirche vorstanden.
Nach dem Ersten Weltkrieg und dem Wegfall des landesherrlichen Kirchenregimentes erhielt die Landeskirche Schleswig-Holsteins eine neue Verfassung. Oberstes Organ der Landeskirche war die Landessynode, die etwa einmal jährlich in Rendsburg tagte. Sie hatte als Vorsitzenden einen Präsidenten und wählte die Kirchenleitung sowie die beiden Bischöfe. Das Konsistorium in Kiel wurde zum Landeskirchenamt und war die Verwaltungsbehörde der Landeskirche. Es wurde wie das bisherige Konsistorium von einem Präsidenten geleitet.

## Gebiet der Landeskirche
Bei ihrer Bildung umfasste die Landeskirche das gesamte Gebiet der beiden 1854 gebildeten Stifte Schleswig und Holstein, die jeweils von einem Bischof geführt wurden. Während Bischof Wilhelm Heinrich Koopmann von Holstein weiter amtierte, wurde der Schleswiger Bischof Ulrich Sechmann Boesen von der preußischen Besatzungsmacht abgesetzt. In Schleswig folgte ihm ein Generalsuperintendent, Koopmanns Nachfolger führte dann auch den Titel Generalsuperintendent (abgekürzt: Gen. Supt.).
Regierung und Stände des deutschen Bundesstaates Herzogtum Lauenburg hatten beschlossen, die Eigenstaatlichkeit aufzugeben und schlossen ihr Staatsgebiet daher am 1. Juli 1876 der preußischen Provinz Schleswig-Holstein an, wo es einen eigenen Landkreis bildet(e). In diesem Herzogtum bestand seit 1531 (Kirchenordnung von 1585) eine eigenständige lutherische Kirche, 1854–1885 geleitet von Superintendent Albert Robert Brömel, mit einem Konsistorium in der lauenburgischen Hauptstadt Ratzeburg. Diese wurde 1877 der schleswig-holsteinischen Landeskirche als Superintendentur eingegliedert. Der jeweilige Superintendent übte jedoch in seinem Gebiet weiterhin bischöfliche Rechte aus. Diese Position wurde mit dem Inkrafttreten der Verfassung vom 30. September 1922 zum 1. November 1924 noch hervorgehoben, indem das Amt des Superintendenten in „Landessuperintendent für Lauenburg“ umbenannt wurde.
1920 wurden die lutherischen Gemeinden in Nordschleswig aus der Landeskirche ausgegliedert und teils dem lutherischen Stift Ripen, teils dem neu gegründeten Stift Hadersleben zugeschlagen. Einige Gemeinden bilden die lutherische Freikirche Nordschleswigsche Gemeinde. Die lutherischen Gemeinden in der ehemals Freien Hansestadt Lübeck, in den ehemals hamburgischen Gebieten Geesthacht und Großhansdorf sowie dem ehemals oldenburgischen „Landesteil Lübeck“ (vormals Fürstbistum bzw. Fürstentum Lübeck), die 1937 – durch das Groß-Hamburg-Gesetz – in die Provinz Schleswig-Holstein eingegliedert wurden, gehörten nicht zur Landeskirche.
Entsprechend blieben die lutherischen Kirchengemeinden in den holsteinischen Gebieten, die 1937 an Groß Hamburg fielen, wie in Altona und Wandsbek, Glieder der Landeskirche. Die mecklenburgischen lutherischen Gemeinden, die im November 1945 durch das Barber-Ljaschtschenko-Abkommen an Schleswig-Holstein kamen, wurden wegen der zunehmenden Abriegelung des Ostens zunächst von der Landeskirche nur treuhänderisch betreut und später deren Teil.

## Leitende Personen

### Präsidenten des Landeskonsistoriums beziehungsweise Landeskirchenamts in Kiel
- 1868–1891: Friedrich Mommsen
- 1891–1903: Heinrich Franz Chalybäus
- 1904–1925: Otto Müller
- 1925–1936: Traugott Freiherr von Heintze
- 1936–1943: Christian Kinder
- 1943–1954: Herbert Bührke
- 1954–1964: Oskar Epha
- 1964–1975: Erich Grauheding
- 1975–1984: Horst Göldner, ab 1977 Präsident des Nordelbischen Kirchenamts

### Generalsuperintendenten und Bischöfe von Schleswig
- 1864–1885: Generalsuperintendent Bertel Petersen Godt
- 1886–1917: Generalsuperintendent Theodor Kaftan
- 1917–1925: Generalsuperintendent Peter Friedrich Petersen (1856–1930)
- 1925–1933: Bischof Eduard Völkel, 1933 abgesetzt
- 1933–1945: Landesbischof Adalbert Paulsen, Landesbischof für Schleswig-Holstein, 1945 Rücktritt
- 1947–1967: Bischof Reinhard Wester
- 1967–1978: Bischof Alfred Petersen

### Generalsuperintendenten und Bischöfe von Holstein
- 1855–1871: Bischof Wilhelm Heinrich Koopmann (1814–1871) mit Sitz in Altona
- 1871–1891: Generalsuperintendent Andreas Detlef Jensen (1826–1899) mit Sitz in Kiel
- 1891–1899: Generalsuperintendent Justus Ruperti (1833–1899)
- 1900–1912: Generalsuperintendent Ernst Wallroth (1851–1912)
- 1912–1917: Generalsuperintendent Peter Friedrich Petersen (1856–1930)
- 1917–1933: Adolf Mordhorst, zunächst Generalsuperintendent, ab 1924 Bischof, 1933 abgesetzt
- 1933–1945: Landesbischof Adalbert Paulsen, Landesbischof für Schleswig-Holstein, 1945 Rücktritt
- 1946–1964: Bischof Wilhelm Halfmann
- 1964–1981: Bischof Friedrich Hübner, ab 1977 Bischof von Holstein-Lübeck

Mit der Fusion 1977 wurde der Sprengel Holstein der bisherigen Schleswig-Holsteinischen Landeskirche neu umschrieben. Er wurde um den Sprengel Lauenburg, die Propsteien der bisherigen Evangelischen Landeskirche Eutin sowie der Evangelischen Kirche in Lübeck erweitert, musste aber seine südlichen Bereiche an den Sprengel Hamburg abgeben. Seine neue Bezeichnung lautete von 1977 bis 2008 „Sprengel Holstein-Lübeck“. 1979 wurde die lauenburgische Landessuperintendentur nicht wieder besetzt.

### Superintendenten und Landessuperintendenten des Sprengels Lauenburg
- 1854–1885: Albert Robert Brömel, nach der Eingliederung der Lauenburgischen Landeskirche in diejenige Schleswig-Holsteins 1877 leitete er weiterhin den Sprengel Lauenburg als Superintendent mit bischöflichen Rechten[4]
- 1885–1887: Vakanz
- 1887–1911: Franz Jürgen Soltau, Superintendent
- 1911–1913: Theodor Valentiner, Superintendent
- 1914–1944: Johannes Lange, Superintendent, ab 1924 Landessuperintendent
- 1944–1959: Hans Matthießen (1895–1975), Landessuperintendent
- 1959–1969: Ernst Fischer (1903–1983), Landessuperintendent
- 1970–1979: Joachim Heubach, Landessuperintendent

### Landespröpste für Südholstein
Als Reaktion auf das rasante Anwachsen der Bevölkerung im Hamburger Umland nach dem Zweiten Weltkrieg wurde 1962 als ein eigener Sprengel mit bischöflichen Rechten die Landespropstei Südholstein geschaffen. Sie wurde 1977 im Zuge der Bildung der Nordelbischen Kirche wieder aufgehoben, und ihre Propsteien/Kirchenkreise wurden dem neuen Sprengel Hamburg zugeordnet.
- 1962–1968 Karl Hasselmann, Landespropst (noch bis 1970 beauftragt)
- 1970–1977 Adolf Ruppelt, Propst, mit der Wahrnehmung der Aufgaben als Landespropst beauftragt

## Gesangbücher
- Kirchen-Gesangbuch für das Herzogtum Lauenburg nebst einem Gebetbuche, Ratzeburg, eingeführt am 29. Dezember 1841
- Allgemeines Gesangbuch auf Königlichen allergnädigsten Befehl dem öffentlichen und häuslichen Gebrauche in den Gemeinen der Herzogthümer Schleswig und Holstein gewidmet, Altona 1780 (zahlreiche Auflagen bis ~1860)
- Evangelisch-lutherisches Gesangbuch der Provinz Schleswig-Holstein. Schleswig, ab 1883, spätere Auflagen mit einem Anhang Geistlicher Lieder
- Gesangbuch der Evangelisch-Lutherischen Landeskirche Schleswig-Holsteins, Einheitsgesangbuch der Evangelisch-lutherischen Landeskirchen in Schleswig-Holstein-Lauenburg, Hamburg, Mecklenburg-Schwerin, Lübeck, Mecklenburg-Strelitz, Eutin, Bordesholm, eingeführt 1930
- Evangelisches Kirchengesangbuch – Ausgabe für die Evangelisch-lutherischen Landeskirchen Schleswig-Holstein-Lauenburg, Hamburg, Lübeck und Eutin, Hamburg, ab 1950/53